# Antonio Jiménez Manjón
Antonio Jiménez Manjón (Villacarrillo, 17 de agosto de 1866 – Buenos Aires, 3 de enero de 1919) fue un guitarrista español.

## Biografía
Nació en Villacarrillo, en la provincia de Jaén, el 17 de agosto de 1866. A los 13 meses de vida una enfermedad le dejó ciego. A los doce años ya dominaba la guitarra y comenzó a aprender música. Realizó giras por ciudades europeas desde joven, y a partir de 1893 por Sudamérica; acabó estableciendo su residencia en Buenos Aires. Fue célebre por tocar en un concierto una guitarra de once cuerdas. Falleció en Buenos Aires el 3 de enero de 1919.
Ha sido considerado precursor de Andrés Segovia.